# Mouilleron
Mouilleron település Franciaországban, Haute-Marne megyében. Lakosainak száma 30 fő (2022. január 1.). Mouilleron Chalancey, Vals-des-Tilles és Vaillant községekkel határos.

## Népesség
A település népességének változása:
| Lakosok száma | 36   | 30   | 23   | 36   | 35   | 37   | 35   | 31   | 30   | 30   |
|               | 1968 | 1982 | 1990 | 2006 | 2013 | 2015 | 2017 | 2019 | 2020 | 2022 |